# Letizia von Spanien

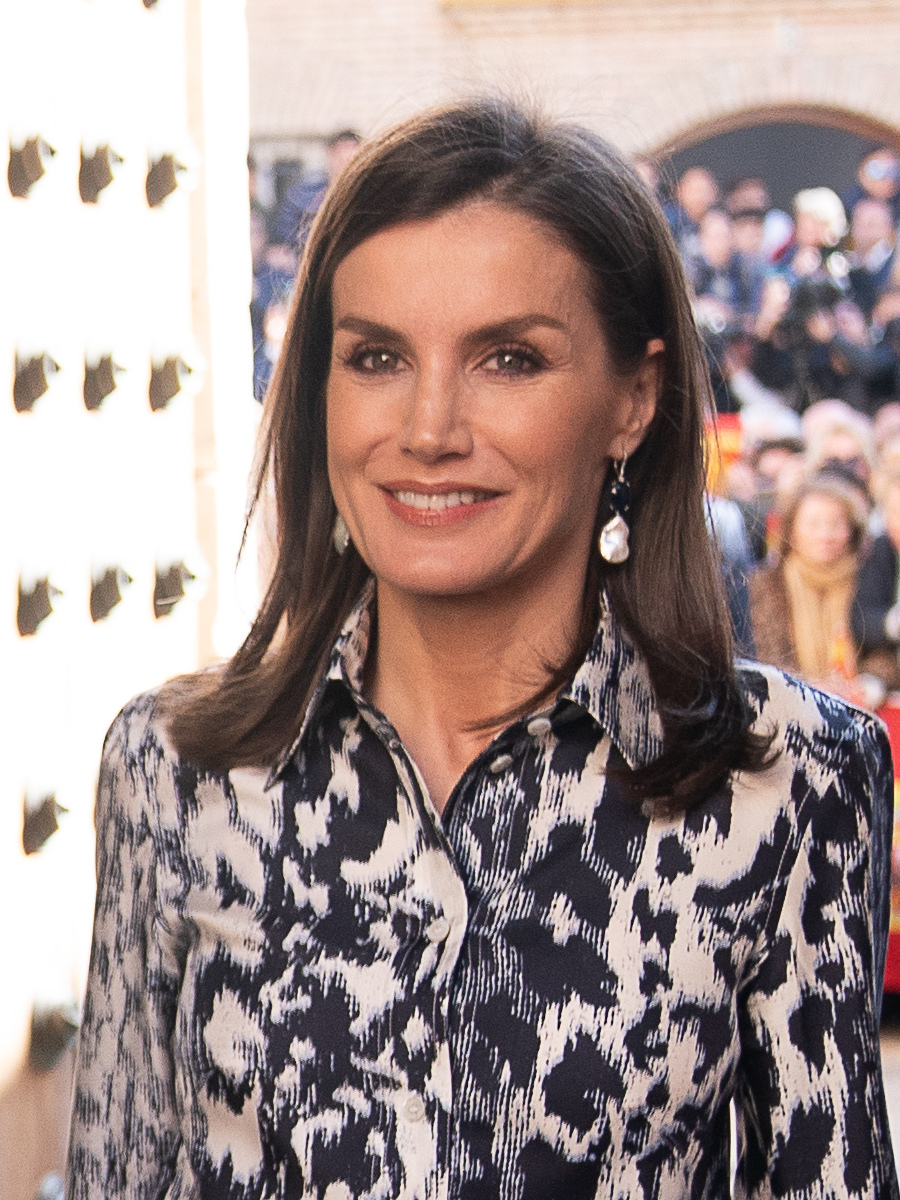
Letizia von Spanien (2020)

Letizia Ortiz Rocasolano [leˈtiθja] (* 15. September 1972 in Oviedo, Asturien; verheiratete Doña Letizia, Königin von Spanien) ist eine ehemalige spanische Journalistin und führt als Ehefrau von Felipe VI. seit dessen Thronbesteigung am 19. Juni 2014 den Titel Königin von Spanien.

## Leben

### Kindheit und Ausbildung
Letizia Ortiz Rocasolano ist die älteste von drei Töchtern (Telma, * 1973 und Érika, 1975–2007) des spanischen Journalisten Jesús Ortiz Álvarez und seiner Ehefrau Paloma Rocasolano Rodríguez, einer Krankenschwester.
Letizia wuchs katholisch auf. Mit ihrer Familie lebte sie in einem Dorf in der nordspanischen Provinz Asturien, an der Biskaya-Küste.
Als 11-Jährige moderierte sie jeden Samstag eine Kindersendung im lokalen Radio ihres Geburtsortes Oviedo.
Letizia Ortiz studierte Kommunikationswissenschaft an der Universität Complutense Madrid. Anschließend verbrachte sie einige Zeit in Mexiko, wo sie einige Doktorandenkurse besuchte, aber keine Dissertation verfasste. Während dieser Zeit arbeitete sie bei der Zeitung Siglo XXI. Später war Letizia Ortiz als Journalistin bei den Zeitungen La Nueva España (in Oviedo) und ABC (in Madrid), bei der spanischen Nachrichtenagentur EFE und bei den Fernsehsendern Bloomberg, CNN+ (CNN-Ableger innerhalb der PRISA-Gruppe) sowie TVE tätig.

### Ehen
Letizia Ortiz heiratete am 7. August 1998 standesamtlich Alonso Guerrero Pérez; die Ehe dauerte ungefähr ein Jahr. Da das Paar nicht kirchlich geheiratet hatte, stimmte die katholische Kirche später der kirchlichen Hochzeit mit dem Prinzen Felipe zu.
Die Verlobung zwischen Letizia Ortiz und dem damaligen Kronprinzen Felipe wurde am 1. November 2003 angekündigt, einen Tag nach ihrer letzten Nachrichtensendung bei TVE.
Das Paar heiratete am 22. Mai 2004 in der Almudena-Kathedrale von Madrid. Den Auftakt der Feierlichkeiten bildete am Freitagabend ein Gala-Diner im Pardo-Palast 15 Kilometer nördlich von Madrid, wo Felipe (damals 36 Jahre alt) im vergangenen November um die Hand der Journalistin angehalten hatte.
Die Trauung mit 1400 geladenen Gästen aus Hochadel, Politik und öffentlichem Leben galt als das größte gesellschaftliche Ereignis in Europa seit der Hochzeit des britischen Kronprinzen Charles mit Lady Diana Spencer 23 Jahre zuvor.
Letizias Hochzeitskleid war ein in gebrochenem Weiß gehaltenes ausladendes Seidenkleid des 86-jährigen Designers Manuel Pertegaz, der für dessen Anfertigung extra aus dem Ruhestand zurückkehrte. Letizias Frisur wurde von einem mit Brillanten besetzten Diadem aus dem Familienbesitz der Bourbonen gekrönt. Königin Sofía hatte das Schmuckstück aus Platin 1962 bei ihrer Hochzeit mit König Juan Carlos in Athen ebenfalls getragen.
Die Beziehung Letizias zu ihrer Schwiegermutter Königin Sofía war Berichten der spanischen Boulevardpresse zufolge von Beginn an überaus angespannt. Angeblich habe Königin Sofia versucht, die Eheschließung ihres Sohnes mit einer geschiedenen Bürgerlichen der Mittelschicht zu verhindern. Tatsächlich wirkt das Verhältnis der beiden in der Öffentlichkeit von jeher unterkühlt.

### Kinder

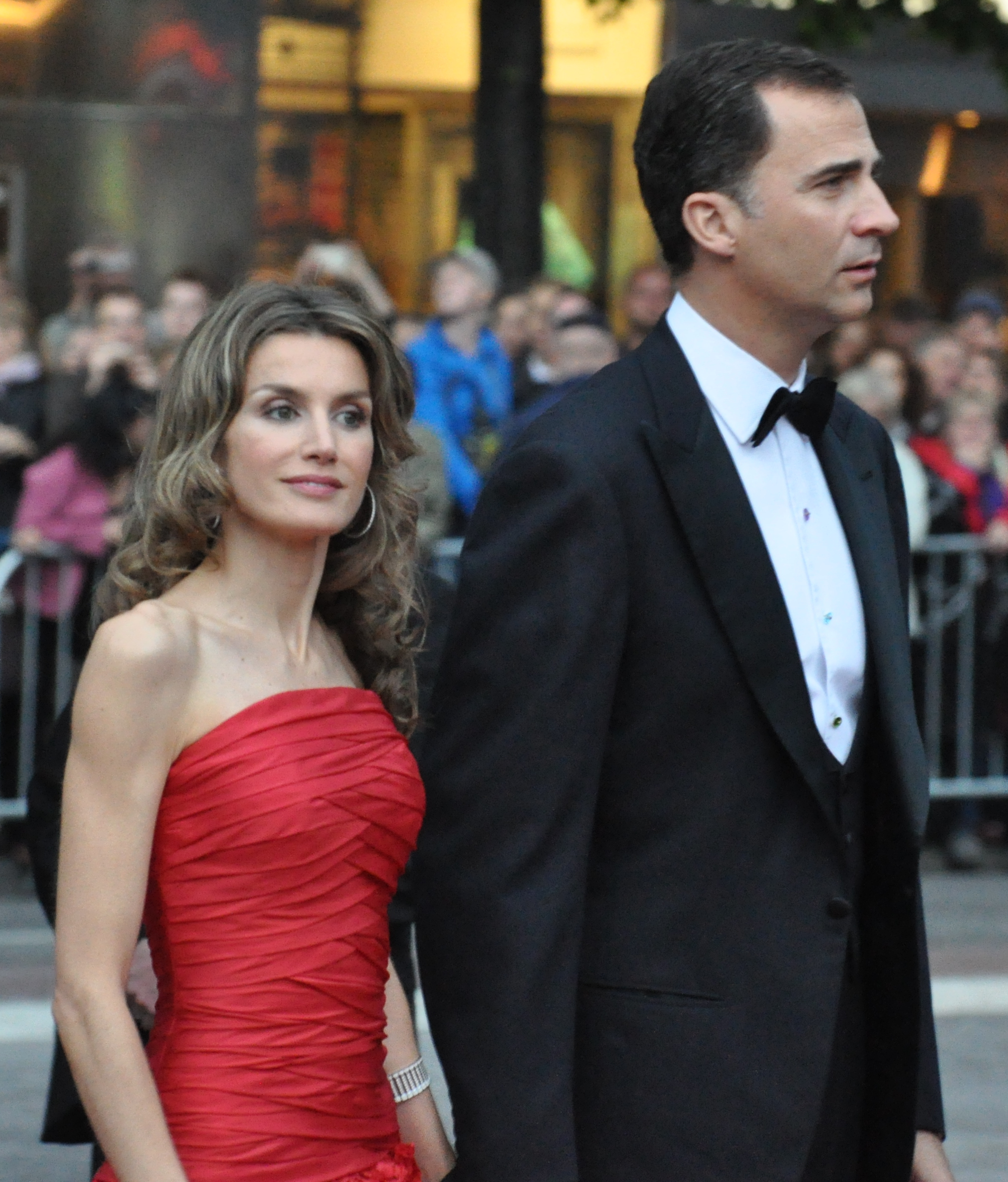
Letizia mit ihrem Ehemann Felipe auf der Hochzeit von Kronprinzessin Victoria von Schweden (2010)

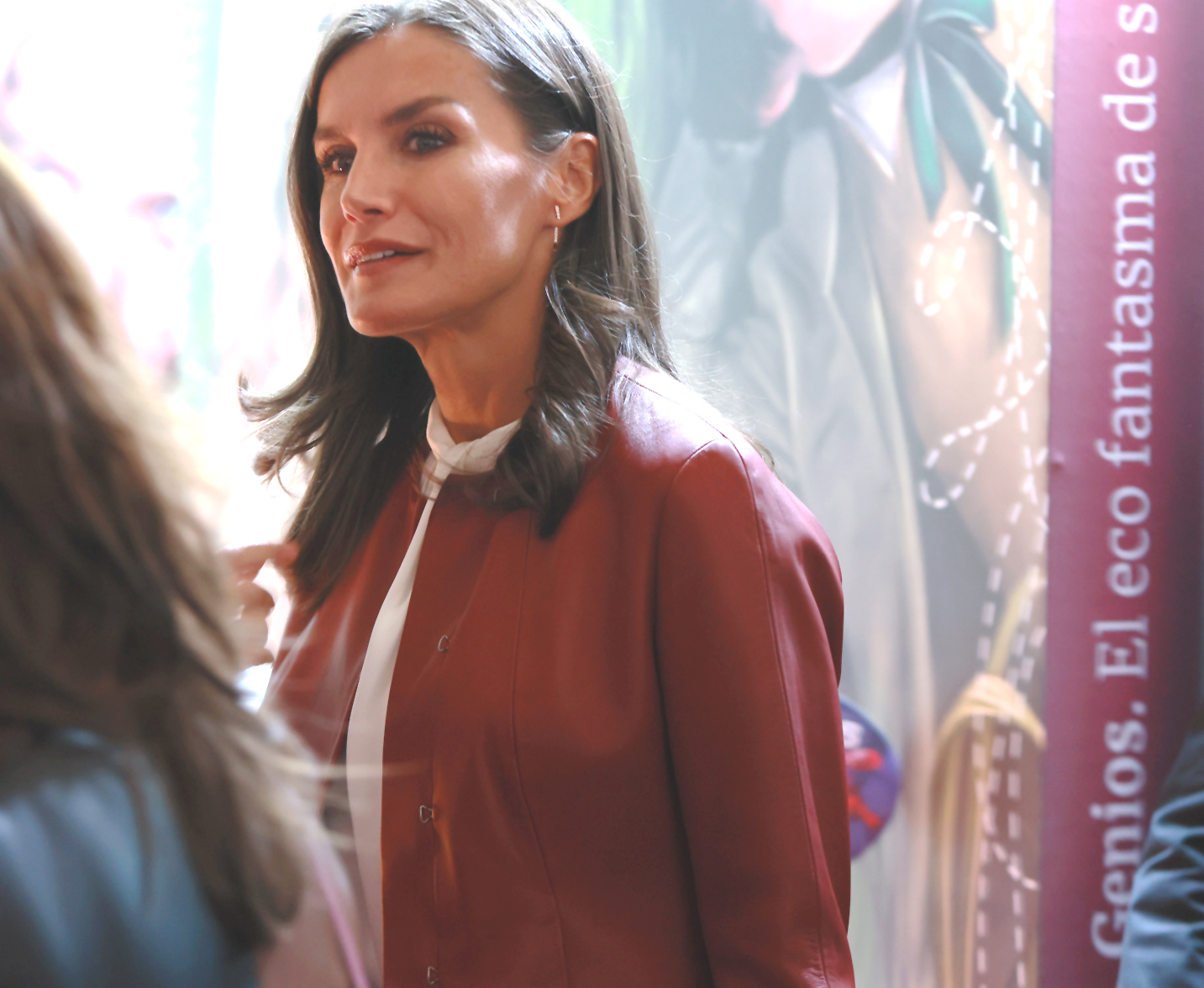
Letizia von Spanien, Frankfurter Buchmesse (2022)

Aus der Ehe mit König Felipe VI. gingen zwei Kinder hervor:
- Infantin Leonor, Fürstin von Asturien (* 31. Oktober 2005 in Madrid)
- Infantin Sofía (* 29. April 2007 in Madrid)

### Politische Stellungnahmen
Letizia hat sich als Feministin geäußert und ihre Unterstützung für die Bewegung bekundet. Am Internationalen Frauentag 2018 sagte sie alle offiziellen Termine ab, um sich an dem Frauenstreik zu beteiligen, an dem allein in Spanien mehr als 5,3 Millionen Menschen auf die Straße gingen.

### Gesundheit
Im August 2008 unterzog sich Letizia einer operativen Korrektur an der Nase und (vermutlich, aber nicht bestätigt) am Kinn. Der spanische Hof gab zum ersten Mal eine Pressemitteilung zu privaten Angelegenheiten der Königsfamilie ab und führte gesundheitliche Gründe für den Naseneingriff an.

## Offizielle Aufgaben

Königliches Monogramm

Letizia begleitete als Kronprinzessin ihren Mann bei verschiedenen internationalen Ereignissen, wie Sportveranstaltungen oder (royalen) Hochzeiten. Etwa zwei Wochen nach der Inthronisierung Felipes führte die erste Auslandsreise des neuen Monarchenpaars nach Rom, zu einer Privataudienz bei Papst Franziskus.
Im Februar 2014 veröffentlichte König Juan Carlos I., dass er für seine Familienmitglieder erstmals feste Jahresgehälter festgelegt habe. Letizia erhielt jährlich insgesamt rund 102.000 Euro – 49.000 Euro als Gehalt und 53.000 Euro für repräsentative Aufgaben. Für Königin Sofia waren es 63.000 plus 69.000 Euro. Bis dahin hatte Juan Carlos die Zuwendungen nicht im Detail publik gemacht und je nach Anzahl der öffentlichen Auftritte veranschlagt. Begründung für die Neuregelung war, dass das neue System transparenter sei. Das Gesamtbudget der Königsfamilie betrug 2014 mit 7,8 Millionen Euro 2 Prozent weniger als im Vorjahr, ohne dass Kosten für Dienstreisen, -fahrzeuge, Sicherheitsmaßnahmen und Gebäudeinstandhaltungen enthalten waren.